# Harry Pennell

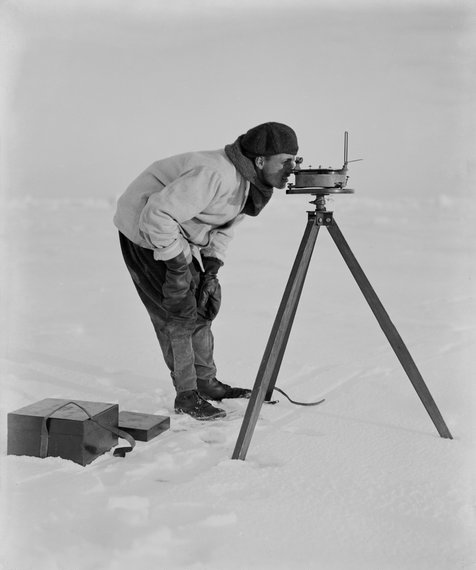
Harry Pennell mit einem Prismenkompass bei der Terra-Nova-Expedition

Harry Lewin Lee Pennell (* 22. Dezember 1882 in Awliscombe, Devon, England; † 31. Mai 1916 im Skagerrak) war ein britischer Marineoffizier und Polarforscher. Er nahm an der Terra-Nova-Expedition (1910–1913) des britischen Polarforschers Robert Falcon Scott in die Antarktis teil.

## Leben
Pennell war der Sohn von Lieutenant Colonel Reginald Pennell (1840–1907) und dessen Frau Jessie Clara (geborene Holland, 1850–1915). Er hatte sieben Geschwister, darunter fünf Schwestern und zwei Brüder. Im Jahr 1898 wurde er Kadett auf dem Schulschiff HMS Britannia der Royal Navy. Während des Boxeraufstands war er Midshipman auf der HMS Goliath. 1903 wurde er in den Rang eines Lieutenant erhoben. 1909 legte er seine Prüfung in Astronomischer Navigation ab und diente auf der HMS Cambrian in der Australia Station.
Robert Falcon Scott wählte ihn bei seiner zweiten und zugleich letzten Expedition als Schiffsführer für die Terra Nova. Ab Juni 1910 war Pennell in die Vorbereitungen zu dieser Forschungsreise involviert. Über Pennells Qualitäten urteilte Scott später, er sei „wahrhaft exzellent auf seinem Posten. Er ist immer heiter, unablässig wachsam und in Notlagen stets bereit.“ Nachdem die Landungsmannschaft am Kap Evans auf der Ross-Insel Quartier bezogen hatte, nahm Pennell mit der Terra Nova ozeanographische Studien im Rossmeer vor und erkundete große Teile der Oates-Küste im nördlichen Viktorialand. Für seine Verdienste bei der Expedition wurde Pennell mit der silbernen Polar Medal ausgezeichnet.
Nach seiner Rückkehr aus der Antarktis wurde Pennell zum Commander befördert und für den Dienst auf der HMS Duke of Edinburgh abkommandiert. Am 13. April 1915 heiratete er in Stow-on-the-Wold Catherine Mary Maskew Hodson (1888–nach 1945). Nur etwas mehr als ein Jahr später starb Pennell beim Untergang der HMS Queen Mary in der Skagerrakschlacht.
Posthum wurden ihm die British War Medal und die Victory Medal verliehen. In der Antarktis sind die Pennell-Küste, die Pennell Bank und mittelbar auch der Penelope Point nach ihm benannt.